# Омский автобус
О́мский авто́бус — автобусная система, работающая в Омске с 1924 года. Включает в себя муниципальный и коммерческий транспорт.
Городские, а также садовые маршруты обслуживаются муниципальным предприятием — МП ПП-8, и частными перевозчиками. Стоимость проезда — 45 рублей, действуют проездные билеты (общие для автобуса, трамвая и троллейбуса) и система льгот на проезд (более 20 категорий льгот).

## История

### Настоящее время
С 25 по 29 июня 2009 года в Омске проходил конкурс профессионального мастерства водителей городских автобусов из разных автобусных парков, посвященный 85-летию со дня открытия регулярного автобусного движения в городе Омске.
В ходе профилактической операции «Автобус», проведённой 18 апреля 2012 года, было выявлено 356 нарушений Правил дорожного движения водителями пассажирского транспорта. Большинство случаев — это превышение скорости и управление технически неисправным автобусом.
С октября 2012 года ПП-9 было присоединено к ПП-7 для снижения расходов.
В ноябре 2015 года в городе случился транспортный коллапс, связанный с долгами муниципальных перевозчиков перед поставщиком топлива, из-за чего автобусы выходили на маршруты в меньшем числе.
В мае 2016 года федеральное законодательство в отношении частных перевозчиков изменилось, ужесточив правила и увеличив штрафы, в результате чего эта сфера очистилась от нелегально работающих маршруток. В то же время муниципальный транспорт за этот год получил убыток более 500 млн руб.
С 1 января 2017 года муниципалитет отменил 27 коммерческих маршрутов, дублирующих муниципальные. Сделано это было для облегчения положения муниципального транспорта, который сразу продемонстрировал рост показателей. Однако одновременно лишились работы частные перевозчики с более чем 500 микроавтобусов и 1500 водителей. Кроме того, пассажиры стали испытывать бо́льшие трудности. Несмотря на удлинение маршрутов и увеличение подвижного состава на них, горожане вынуждены ездить с пересадками, тратя вдвое больше времени и денег, а в раннее и позднее время транспорта не хватает.

## Подвижной состав
В середине 1990-х годов Омск в числе нескольких городов России получил кредит от ВБРР по программе обновления парка городского транспорта. По ней, кроме других автобусов, весной 1997 года была получена партия автобусов Mercedes-Benz O345, произведенных на заводе Mercedes-Benz в Турции. Омск получил крупнейшую партию этих автобусов: 200 из 750 машин, изготовленных для России. В том же году было получено 90 автобусов ГолАЗ АКА-6226. Таким образом при мэре Валерии Рощупкине заменялись устаревшие «Икарусы».
Частичное обновление автобусов продолжалось при правлении мэра Виктора Шрейдера. В марте 2005 года между холдингом «Русские Автобусы» и администрацией Омской области был заключен контракт на поставку 100 дизельных автобусов. С 2005 года подвижной состав муниципальных предприятий наполовину обновлён. В 2010 году на омских маршрутах работает 634 новых автобуса, в том числе 100 новых полунизкопольных, приспособленных для перевозки инвалидов-колясочников (закуплены в 2008 году) и 41 автобус марок «НефАЗ» и «ЛиАЗ» (закуплены в 2009 году).
С 2005 года на базе ПАТП-7 действует центр компьютерной диагностики технического состояния подвижного состава. В 2008 году с приобретением нового оборудования возможности центра расширились.
Однако на начало 2017 года из-за проблем с финансированием машины в автобусных парках имеют износ 70 %. Останки подвижного состава (в основном автобусов марки ПАЗ и ЛиАЗ) часто превращаются в дачные домики и бытовки.
В 2017—2018 годах произошло крупное обновление подвижного состава муниципальных перевозчиков, было приобретено 130 автобусов ПАЗ-320414-04 «Вектор» и ПАЗ-320435-04 «Вектор Next». В 2018 году были отстранены от работы все автобусы особо большой вместимости, включая АКА-6226 и ЛиАЗ-6212.
В 2021 году на муниципальный 22 маршрут вышли закупленные по федеральной программе «Безопасные и качественные автомобильные дороги» 20 газовых автобусов Volgabus citi с полностью низким уровнем пола. В 2022 году на маршруты вышли ЛиАЗ-5292.67 приобретённые частично по программе «чистый воздух», а также переданные компанией Газпромнефть для организации подвозящих маршрутов к строящейся G-Drive Арене. В конце 2022 года поставка ещё 22 автобусов по программе «Чистый воздух». В 2023 году поставка 20 новых белых автобусов НефАЗ-5299-40-57 для магистрального маршрута номер 33 в рамках национального проекта «Безопасные и качественные автомобильные дороги».
В 2024 году обновление бренда подвижного состава на новый оранжевый цвет. Поставка в январе 10 новых автобусов НефАЗ-5299-40-57 в новом оранжевом бренде. В июле 2024 года поставка ещё 44 новых газовых автобусов НефАЗ-5299-40-57 в новом оранжевом бренде. Обе поставки 2024 произведены по национальному проекту «Безопасные и качественные автомобильные дороги». На данный момент эта поставка, последняя поставка новых автобусов для муниципального транспорта в Омске.
| Модель автобуса                                           | Общее количество, шт. | На сегодняшний день, шт. | Годы эксплуатации   |
| --------------------------------------------------------- | --------------------- | ------------------------ | ------------------- |
| Исторический подвижной состав муниципальных перевозчиков: |                       |                          |                     |
| ЛиАЗ-677М                                                 | н. д.                 |                          | н. д. — 2008        |
| ЛАЗ-695                                                   | н. д.                 |                          | н. д. — 2008        |
| Ikarus-280                                                | 564                   |                          | н. д. — 2008        |
| Ikarus-260                                                | н. д.                 |                          | н. д. — 2009        |
| ЛиАЗ-5256.00                                              | н. д.                 |                          | н. д. — 2007        |
| ЛАЗ-52523                                                 | 7                     |                          | 1996 — 2010         |
| Mercedes-Benz O305                                        | 10                    |                          | 1994 — 1997         |
| Sanos S215                                                | 1                     |                          | 1993 — 2000         |
| Sanos S218                                                | 5                     |                          | 1993 — 2006         |
| Karosa B 732                                              | 25                    |                          | 1995 — 2010         |
| ПАЗ-3205                                                  | 10                    |                          | 2003 — 2015         |
| КАвЗ-3976                                                 | 3                     |                          | 1999 — 2015         |
| Karosa B 741                                              | 53                    |                          | 1995 — 2015         |
| Karosa B 841                                              | 100                   |                          | 1998 — 2018         |
| ГолАЗ АКА-6226                                            | 90                    |                          | 1996 — 2018         |
| ЛиАЗ-6212.00                                              | 15                    |                          | 2003 — 2018         |
| ПАЗ-4230                                                  | 50                    |                          | 2006 — 2018         |
| Mercedes-Benz O345                                        | 200                   |                          | 1997 — 2021         |
| ЛиАЗ-5256.25                                              | 35                    |                          | 2003 — 2021         |
| ЛиАЗ-5256.40                                              | 52                    |                          | 2005 — 2021         |
| ЛиАЗ-5256.45                                              | 293                   |                          | 2005 — 2022         |
| Действующий подвижной состав муниципальных перевозчиков:  |                       |                          |                     |
| НефАЗ-5299-20-15                                          | 94                    | 5                        | 2005 — н. в. (2023) |
| ЛиАЗ-5293.00                                              | 70                    | 5                        | 2008 — н. в. (2023) |
| НефАЗ-5299-30-32                                          | 71                    | 38                       | 2008 — н. в. (2023) |
| ЛиАЗ-5256.53                                              | 44                    | 44                       | 2013 — н. в. (2023) |
| НефАЗ-5299-20-32                                          | 7                     | 7                        | 2013 — н. в. (2023) |
| ПАЗ-320414-04 «Вектор»                                    | 30                    | 30                       | 2017 — н. в. (2023) |
| ПАЗ-320435-04 «Вектор Next»                               | 100                   | 100                      | 2018 — н. в. (2023) |
| Луидор-2250DS (ГАЗ Next)                                  | 100                   | 63                       | 2019 — н. в. (2023) |
| НефАЗ-5299-30-56                                          | 42                    | 42                       | 2019 — н. в. (2023) |
| Volgabus-5270.G2                                          | 20                    | 20                       | 2021 — н. в. (2023) |
| ЛиАЗ-5292.67                                              | 71                    | 71                       | 2022 — н. в. (2023) |
| НефАЗ-5299-40-57                                          | 84                    | 84                       | 2023 — н. в. (2023) |
| Подвижной состав частных перевозчиков:                    |                       |                          |                     |
| НефАЗ-5299                                                |                       |                          | 2013 — 2020         |
| ЛиАЗ-5256                                                 |                       |                          | 2013 — 2020         |
| ЛиАЗ-5256.53                                              | 10                    |                          | 2013 — 2016         |
| Volgabus-4298.01                                          |                       |                          | 2013 — 2018         |
| Yutong ZK6852HG                                           | 4                     |                          | 2014 — 2018         |
| Yutong ZK6118HGA                                          | 1                     |                          | 2014 — 2018         |
| КАвЗ-4235                                                 |                       |                          | 2014 — 2020         |
| ЛАЗ 52528                                                 | 2                     |                          | 2013 — 2016         |
| ГАЗ-A64R42 Next                                           |                       | > 500                    | 2014 — н. в. (2022) |
| ПАЗ-3205                                                  |                       |                          | 2014 — н. в. (2022) |
| Богдан-А092                                               |                       |                          | 2014 — н. в. (2022) |
| Рута 20                                                   |                       |                          | 2014 — н. в. (2022) |
| Тула-2221                                                 |                       |                          | 2014 — 2022         |
| ГАЗ-A64R45 Next                                           |                       |                          | 2016 — н. в. (2021) |
| ПАЗ-320412 «Вектор»                                       |                       |                          | 2016 — н. в. (2022) |
| ПАЗ-320405 «Вектор Next»                                  |                       |                          | 2017 — н. в. (2022) |
| ПАЗ-320435 «Вектор Next»                                  |                       |                          | 2017 — н. в. (2022) |
| ПАЗ-320414 «Вектор»                                       |                       |                          | 2018 — н. в. (2022) |
| ГАЗ-A68R52 City                                           | 3                     |                          | 2020 — н. в. (2022) |
| ПАЗ-320415 «Вектор Next»                                  |                       |                          | 2020 — н. в. (2022) |

## Частные перевозчики
Предприниматели приобретают право на маршрут, выигрывая в конкурсе департамента транспорта Омска. На них ложится обязательство каждый час сообщать о местоположении вышедших на маршрут машин, каждый день отчитываться о медицинском освидетельствовании водителей, регулярно обновлять автопарк и пр.